# Bannay (Mosela)
Bannay é uma comuna francesa na região administrativa de Grande Leste, no departamento de Mosela. Estende-se por uma área de 4,11 km². Em 2010 a comuna tinha 76 habitantes (densidade: 18,5 hab./km²).